# 佐賀市立鍋島小学校
佐賀市立鍋島小学校（さがしりつなべしましょうがっこう）は、佐賀県佐賀市鍋島一丁目にある市立の小学校。

## 概要
歴史
1882年（明治15年）「公立中等養生小学校」として創立。「養生」という校名は『易経』にちなみ、家永恭種によって命名された。現校名になったのは1954年（昭和29年）。2022年（令和4年）には創立140周年を迎えた。
校章
校名の「鍋島」にちなみ、佐賀藩鍋島家の家紋、鍋島杏葉紋を背景にして、中央に校名の頭文字「鍋」を置いている。
校歌
1865年（昭和30年）制定。作詞は本村善太郎、作曲は真島豹吉による。歌詞は3番まであり、各番の歌詞中に校名の「鍋島小学校」が登場する。
通学区域
佐賀市のうち、「卸本町、鍋島一～六丁目、鍋島町（大字蛎久・大字鍋島・大字森田・国道34号線以北、大字八戸溝　国道34号線以北」が続く地域。中学校区は佐賀市立鍋島中学校。

## 沿革
- 1882年（明治15年）6月 - 小学校4校（蠣久・森田・新庄・新村）が合併の上、現在地に「公立中等養正小学校」を創立。瓦葺き2階建て校舎が完成。
- 1886年（明治19年）9月 - 小学校令施行により、尋常科（4年制）・高等科（4年制）を併置の上、「高等科併置 尋常養生小学校」に改称。
- 1889年（明治22年）4月 - 町村制施行により、佐賀郡5村（八戸溝・森田・鍋島・蠣久・八戸（大部分））が合併の上、佐賀郡鍋島村が発足。旧・八戸村の児童の教育は嘉瀬村および佐賀市に委託。
- 1891年（明治24年）6月 - 木造2階建て校舎を増築。
- 1892年（明治25年）4月 - 「養生尋常小学校」（尋常科4年制）に改称。高等科を分離の上、嘉瀬村・久保田村と共同で、三ヶ村組合立青藍高等小学校を嘉瀬村に創立。なお、蠣久・鍋島地区の児童に関しては春日高等小学校（春日村）に委託。
- 1902年（明治35年）
  - 4月 - 「鍋島尋常小学校」に改称。
  - 12月 - 校舎を改築。
- 1906年（明治39年）4月 - 運動場を拡張。
- 1908年（明治41年）4月 - 改正小学校令により、尋常科（義務教育）が4年制から6年制へ改められる。尋常科5年を新設。尋常科6年までの児童を収容できるように、校舎を増築。
- 1909年（明治42年）4月 - 尋常科6年を新設。
- 1912年（明治45年）4月 - 青藍高等小学校組合の解散に伴い、高等科（2年制）を併置の上、「鍋島尋常高等小学校」に改称。校舎を1棟増築。
- 1923年（大正12年）5月 - 講堂が完成。
- 1927年（昭和2年）12月 - 校舎1棟を増築。
- 1936年（昭和11年）8月 - 新校舎が完成。
- 1941年（昭和16年）4月1日 - 国民学校令施行により、「鍋島村国民学校」に改称。尋常科を初等科に改める。
- 1947年（昭和22年）4月1日 - 学制改革が行われる（六・三制の実施）。
  - 国民学校初等科（6年制）が、新制小学校「鍋島村立鍋島小学校」（6年制）に改組・改称。
  - 国民学校高等科（2年制）が、青年学校普通科とともに、新制中学校「鍋島村立鍋島中学校」に改組・改称。小学校に併設される。
- 1953年（昭和28年）6月 - 岸川堤防決壊のため、約1ヶ月休校となる。
- 1954年（昭和29年）10月1日 - 市町村合併により、「佐賀市立鍋島小学校」（現校名）となる。講堂を改修。
- 1955年（昭和30年）3月 - 新校歌を制定。
- 1957年（昭和32年）3月 - 新校旗を制定。
- 1959年（昭和34年）2月 - 完全給食を開始。
- 1965年（昭和40年）
  - 4月 - 佐賀市立鍋島中学校（初代）が佐賀市立高木瀬中学校と統合の上、佐賀市立城北中学校となる。中学校区が城北中学校に変更となる。
  - 7月 - プールが完成。
- 1969年（昭和44年）4月 - 特殊学級を開設。
- 1973年（昭和48年）8月 - 体育館が完成。
- 1978年（昭和53年）4月 - 火災により、第一棟・第二棟が全焼。第三棟の一部を焼失。
- 1979年（昭和54年）7月 - 運動場を拡張。
- 1981年（昭和56年）3月 - 北棟舎の西側に6教室を増築。
- 1982年（昭和57年）11月 - 創立100周年記念式典を挙行。
- 1983年（昭和58年）4月 - 佐賀市立鍋島中学校（二代目）の分離・新設により、中学校区が鍋島中学校に変更となる。
- 1984年（昭和59年）3月 - 北校舎9教室を増築。
- 1989年（平成元年）3月 - 南プレハブ1教室を増築。東黄門を新設。
- 1990年（平成2年）
  - 1月 - 住所表記変更により、旧住所「佐賀市鍋島町鍋島1番地」から現住所の「佐賀市鍋島一丁目1番2号」に変更となる。
  - 4月1日 - 佐賀市立開成小学校を分離。
  - 8月 - 理科室を拡張。1教室増設。
  - 11月 -  アメリカ合衆国クイーンズベリー小学校と姉妹校締結。
- 1993年（平成5年）2月 - パソコン室を新設。
- 1994年（平成6年）4月 - 佐賀医科大学病院内に、院内学級「ひまわり」を開設。
- 1997年（平成9年）9月 - 第1回鍋っ子オリンピックを開催。
- 1999年（平成11年）4月 - 給食食器が磁器食器に変更となる。
- 2001年（平成13年）
  - 3月 - プレハブ棟の図書館が完成。
  - 12月 - NHK 「課外授業 ようこそ先輩」の撮影が行われる。
- 2003年（平成15年）3月 - 運動場を拡張。
- 2004年（平成16年）
  - 3月 - 横断歩道橋を増設。
  - 5月 - メディアセンターが完成。
- 2006年（平成18年）2月 - 学校版環境ISO認証を取得。
- 2009年（平成21年）2月 - 新体育館が完成。
- 2013年（平成25年）3月 - 地域ボランティアの協力を得て「花まる教室」を開始。
- 2014年（平成26年）3月 - 体育館の屋根に太陽光パネルを設置。
- 2016年（平成28年）10月 - 管理棟の耐震工事が完了。
- 2017年（平成29年）6月 - 普通教室棟の耐震工事および大規模改修工事が完了。
- 2019年（平成31年）3月 - 児童クラブ舎屋を増設。

## 交通
最寄りの鉄道駅
- JR九州 長崎本線 「鍋島駅」

最寄りのバス停留所
- 佐賀市営バス 佐賀大学病院線・卸センター線「鍋島小学校前」停留所

最寄りの幹線道路
- 国道34号 「佐大医学部入口」交差点

## 周辺
- 佐賀市立鍋島中学校
- 佐賀市立鍋島公民館
- 佐賀大学鍋島キャンパス（医学部）
- 佐賀県地域産業支援センター
- 工業技術センター
- 佐賀北警察署 鍋島交番

## 関連事項
- 佐賀県小学校一覧